# James Wyngaarden
James Barnes Wyngaarden (19 octobre 1924 - 14 juin 2019) est un médecin, chercheur et administrateur universitaire américain. Il est coéditeur du Cecil Textbook of Medicine, et est directeur des National Institutes of Health entre 1982 et 1989. Il a quatre filles et un fils.
Il est membre de l'Académie royale des sciences de Suède.